# Sankt Peter am Ottersbach
Sankt Peter am Ottersbach è un comune austriaco di 3 005 abitanti nel distretto di Südoststeiermark, in Stiria; ha lo status di comune mercato (Marktgemeinde). Il 1º gennaio 2015 ha inglobato i comuni soppressi di Bierbaum am Auersbach e Dietersdorf am Gnasbach.